# Чорич, Борна
Бо́рна Чо́рич (хорв. Borna Ćorić; род. 14 ноября 1996 года в Загребе, Хорватия) — хорватский теннисист; победитель трёх турниров ATP в одиночном разряде; обладатель Кубка Дэвиса 2018 года в составе сборной Хорватии; победитель одного юниорского турнира Большого шлема в одиночном разряде (Открытый чемпионат США-2013); бывшая первая ракетка мира в юниорском рейтинге.

## Общая информация
Борна — один из двух детей Жельки и Дамира Чоричей; его сестру зовут Бруна.
Хорват играет в теннис с пяти лет. Любимое покрытие — хард, лучший удар — бэкхенд.

## Спортивная карьера

### Юниорские годы
Борна быстро смог преодолеть все ступени юниорского тенниса и уже к 16 годам возглавить рейтинг-лист в старшей возрастной группе в 2013 году. В том сезоне он трижды добирался до полуфинальной стадии на соревнованиях Большого шлема в одиночном разряде и один раз смог не только выйти в финал, но и завоевать титул: на Открытом чемпионате США, где в полуфинале он сломил сопротивление тогдашнего лидера рейтинга Александра Зверева. Парные результаты Чорича на этом уровне были менее ощутимы — осенью 2012 года он выиграл турнир высшей категории в Осаке, а несколько недель спустя добрался до полуфинала на Orange Bowl.

### Начало взрослой карьеры
Во взрослом туре хорват впервые сыграл в феврале 2011 года, попробовав себя в отборе одного из домашних соревнований категории «фьючерс». Через год эти выступления стали более многочисленны, Борна постепенно стал играть не только квалификации, но и основные сетки подобных турниров, а в 2013 году, получив уже достаточный опыт в игре на подобном уровне, стал регулярно добираться до финалов, часто одерживая победы (первые пять одиночных титульных матчей закончились выигрышами, а первые два парных — поражениями). В ноябре того же года Чорич впервые играет на соревнованиях более престижной серии «челленджер»: в Иокогаме, сходу пробиваясь в четвертьфинал. Выступления на этом уровне постепенно учащаются и в мае следующего года приходит первый полуфинал на этом уровне — в Аньнине, а в сентябре первый финал и титул: в Измире, где хорват справился в решающем матче с 94-й ракеткой мира Маликом Джазири. Попытки Борны сыграть в основном туре ATP — начались ещё в феврале 2013 года Чорич сыграл в квалификации турнира в Загребе, а в августе — в Умаге — впервые сыграл в основной сетке.
Постепенно растущий одиночный рейтинг хорвата позволяет ему всё чаще мелькать в матчах таких турнирах и к июлю 2014 года он получает достаточный опыт, чтобы не только участвовать в играх подобного уровня, но и регулярно побеждать в них: первая удача приходится на умагский приз, где Борне удаётся переиграть Эдуара Роже-Васслена и пробиться в свой первый четвертьфинал на этом уровне. Следом приходит и ещё один значимый успех: Чорич со второй попытки проходит квалификацию на взрослом соревновании серии Большого шлема. Он пробился на Открытый чемпионат США, где выиграл матч в основе, причём побеждённый им соперник — Лукаш Росол — буквально за несколько дней до этого выигрывает титул в основном туре ATP. Последующие недели года приносят и ещё один крупный успех на подобном уровне: на турнире в Базеле хорват впервые пробивается в полуфинал, переиграв тогдашнюю 13-ю ракетку Эрнеста Гулбиса и 3-ю — Рафаэля Надаля. Этот результат впервые поднимает Борну в топ-100 мирового рейтинга. Успехи Чорича были отмечены Ассоциацией теннисистов-профессионалов и по итогам сезона он получил награду как лучший «Новичок года».

### 2015—2017. Первый титул ATP

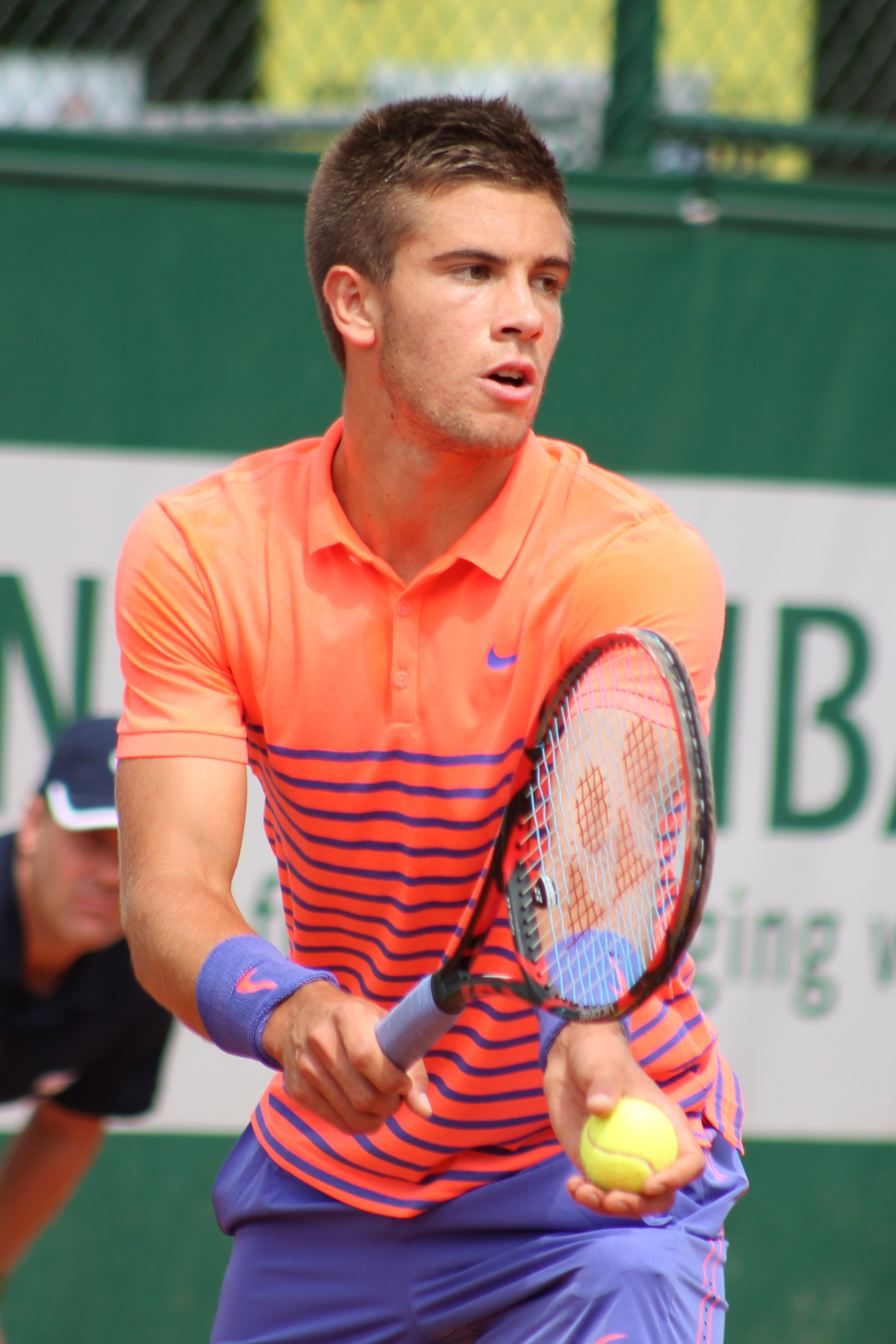
Чорич на Открытом чемпионате Франции-2015

Первым заметным результатом в 2015 году для Чорича стал выход в полуфинал турнира в Дубае в феврале. Среди прочих он обыграл в 1/4 финала № 3 в мире на тот момент Энди Маррея. В грунтовой части сезона лучшими результатами хорвата стали четвертьфинал в Эшториле и полуфинал в Ницце, а на Ролан Гаррос он впервые достиг третьего раунда на Больших шлемах. В июле Чорич сыграл в 1/4 финала в Умаге, а в августе в Уинстон-Сейлеме. В сентябре он одержал победу на «челленджере» в Барранкилье. Сезон 2015 года он завершил в топ-50, заняв 44-ю позицию рейтинга.
Сезон 2016 года Чорич начал для себя с выхода в дебютный финал в Мировом туре. Произошло это на соревнованиях в Ченнае, где его переиграл Стэн Вавринка — 3-6, 5-7. Следующего финала он достиг в апреле на грунте в Марракеше. И на этот раз Борна не сумел выиграть титул, проиграв аргентинцу Федерико Дельбонису — 2-6, 4-6. В мае он вышел в четвертьфинал в Кашкайше, а на Открытом чемпионате Франции второй год подряд добирается до третьего раунда. В августе Чорич сыграл на первых для себя Олимпийских играх в Рио-де-Жанейро, где выступил неудачно, проиграв уже в первом раунде французу Жилю Симону. На турнире серии Мастерс в Цинциннати он вышел в четвертьфинал, обыграв до этого Рафаэля Надаля (6-1, 6-3). После сентябрьского полуфинала Кубка Дэвиса Чорич досрочно завершил сезон из-за травмы плеча.
Начало сезона 2017 года для Чорича получилось не слишком удачным — до апреля он ни разу не доходил до четвертьфинала. Зато на турнире в Марракеше он сразу же смог завоевать свой первый в карьере титул в Туре. В решающем матче он переиграл немца Филиппа Кольшрайбера со счётом 5-7, 7-6(3), 7-5. В мае на Мастерсе в Мадриде Борна впервые в карьере обыграл действующую первую ракетку мира. Это произошло на стадии третьего раунда, где он одолел Энди Маррея со счётом 6-3, 6-3 и вышел в четвертьфинал. Следующий раз дойти до 1/4 финала Чорич смог уже в августе на турнире в Уинстон-Сейлеме. На Открытом чемпионате США во втором раунде он переиграл № 6 в мире Александра Зверева, но в третьем раунде проиграл Кевину Андерсону.

### 2018—2019. Попадание в топ-15 и победа в Кубке Дэвиса.
В январе 2018 года Чорич вышел в четвертьфинал турнира в Дохе. Следующий раз в эту стадию он попал на турнире в Дубае. В марте на Мастерсе в Индиан-Уэллсе Чорич впервые вышел в полуфинал на турнирах этой серии. На следующем Мастерсе в Майами он доиграл до четвертьфинала. На Открытом чемпионате Франции Чорич вышел в третий раунд. В июне хорват отлично выступил на травяном турнире в Халле. Уже в первом раунде соревнований он смог одолеть № 3 в мире Александра Зверева. Затем он победил ещё трёх соперников и попал в финал против № 1 в мировом рейтинге и девятикратного чемпиона этого турнира — Роджера Федерера. Чорич смог победить швейцарского теннисиста со счётом 7-6(6), 3-6, 6-2 и прервал его победную серию на траве, составившую 20 матчей. Этот успех позволил Чоричу подняться в мировом рейтинге в первую двадцатку.
На Открытом чемпионате США 2018 года Чорич впервые вышел в четвёртый раунд Большого шлема. В октябре он провёл ещё один удачный турнир в сезоне, дойдя до первого в карьере финала Мастерса — в Шанхае. На стадии третьего раунда Борна прошёл № 4 в мире Хуана Мартина дель Потро на отказе соперника после первого сета, а в полуфинале обыграл № 2 Роджера Федерера (6-4, 6-4). В решающем матче он встретился лидером классификации на тот момент Новаком Джоковичем и уступил ему со счётом 3-6, 4-6. После Шанхая Чорич поднялся в рейтинге на 13-ю позицию. В конце октября он вышел в четвертьфинал зального турнира в Вене. В концовке сезона Чорич стал обладателем Кубка Дэвиса, а по итогам сезона стал № 12 в мировом рейтинге.
На Открытом чемпионате Австралии Чорич дошёл до четвёртого круга, в котором уступил французскому спортсмену Люке Пуйю. Это лучший результат Чорича на кортах Мельбурна. На турнире ATP в Дубае Борна дошёл до полуфинала, где в двух сетах уступил именитому швейцарцу Роджеру Федереру, который впоследствии выиграл этот турнир.
В марте он дошёл до четвертьфинала турнира в Майами (США), но проиграл молодому канадцу Феликсу Оже-Альяссиму в двух сетах.
В мае 2019 года Борна участвовал в Открытом чемпионате Италии, где дошёл до третьего раунда, но проиграл швейцарцу Роджеру Федереру в трёхсетовом поединке.
На Открытом чемпионате США 2019 года дошёл до второго раунда, но проиграл Григору Димитрову, так как отказался от дальнейшего участия в турнире.
На турнире в Санкт-Петербурге Чорич дошёл до финала, но проиграл в двух сетах россиянину Даниилу Медведеву.

### Сезон 2020
2020 год начался для Борны неудачно. Он выиграл один матч на ATP Cup, дошёл до полуфинала турнира в Рио-де-Жанейро, проиграв там Кристиану Гарину. В остальных турнирах он проиграл в первом раунде.
На Открытом чемпионате США 2020 года во втором круге Борна обыграл в пяти сетах аргентинца Хуана Игнасио Лондеро (7-5 4-6 6-7(5-7) 6-2 6-3). В третьем круге Чорич уступал шестой ракетке мира Стефаносу Циципасу со счётом 6-7(2-7) 6-4 4-6 1-5, соперник имел 6 матчболов, включая тройной матчбол на своей подаче, но Чорич сумел выиграть на тай-брейке пятого сета. В 4-м круге Борна уверенно обыграл австралийца Джордана Томпсона (7-5 6-1 6-3) и впервые в карьере вышел в четвертьфинал турнира Большого шлема. В четвертьфинале в матче против Александра Зверева Чорич вёл со счётом 6-1 4-2, но в итоге проиграл 6-1 6-7(5-7) 6-7 (1-7) 3-6.
На турнире в Санкт-Петербурге Чорич дошёл до финала, но проиграл в двух сетах (7-6(7-5) 6-4) россиянину Андрею Рублёву.

### Сезон 2022
21 августа Чорич выиграл турнир серии Мастерс в Цинциннати (США) с призовым фондом более 6,9 млн долларов, победив в финале Стефаноса Циципаса — 7:6, 6:2. По ходу турнира Чорич обыграл ещё четырех теннисистов из топ-20 мирового рейтинга — Рафаэля Надаля, Роберто Баутисту-Агута, Феликса Оже-Альяссима и Кэмерона Норри. Для Чорича этот титул стал третьим на турнирах ATP в карьере и первым с 2018 года. После победы на турнире поднялся из середины второй сотни на 29-е место в рейтинге ATP. На стартовавшем через неделю Открытом чемпионате США Чорич уже во втором круге уступил американцу Дженсону Бруксби в трёх сетах.

### Сборная и национальные турниры
Хорватский мужской теннис середины второго десятилетия XXI века потерял многих своих недавних лидеров и к осени 2013 года по различным причинам смог привлечь в состав национальной сборной в Кубке Дэвиса лишь одного из них — Ивана Додига. В этой ситуации тогдашний капитан команды — Желько Краян — включил в заявку несколько недавних юниоров, а Борне доверил сыграть в первой одиночной встрече домашнего матча турнира против британцев. Чорич уступил тогда лидеру гостей Энди Маррею, а вся сборная уступила встречу по итогам четырёх игр. Краян, вскоре ставший личным тренером Борны, продолжил привлекать его к играм и в дальнейшем и Чорич уже в следующей своей игре за сборную — в апреле 2014 года — против Польши, выиграл свой первый матч в турнире, обыграв лидера хозяев Ежи Яновича.
В 2015 году Чорич сыграл за сборную в двух раундах и помог в итоге хорватам сохранить место в Мировой группе. В 2016 году со сборной смог доиграть до полуфинала Кубка Дэвиса. В 2018 году Борна успешно выступал за сборную на протяжении сезона и вместе с ней достиг финала Кубка Дэвиса. Здесь хорваты в гостях сыграли против сборной Франции. Чорич обыграл в своем первом матче Жереми Шарди, а вторая его встреча не состоялась, так как хорваты к её моменту уже выигрывали со счётом 3-1 и стали обладателями Кубка.

## Рейтинг на конец года
| Год  | Одиночный рейтинг | Парный рейтинг |
| ---- | ----------------- | -------------- |
| 2024 | 90                | —              |
| 2023 | 37                | —              |
| 2022 | 26                | —              |
| 2021 | 73                | —              |
| 2020 | 24                | —              |
| 2019 | 28                | —              |
| 2018 | 12                | 451            |
| 2017 | 48                | —              |
| 2016 | 48                | 415            |
| 2015 | 44                | —              |
| 2014 | 102               | 777            |
| 2013 | 303               | 836            |
| 2012 | 1308              | —              |

По данным официального сайта ATP на последнюю неделю года.

## Выступления на турнирах

### Финалы турниров ATP в одиночном разряде (9)

#### Победы (3)
| Титулы                      |
| --------------------------- |
| Турниры Большого шлема (0)* |
| Итоговый турнир ATP (0)     |
| Олимпиада (0)               |
| ATP Мастерс 1000 (1)        |
| АТР 500 (1)                 |
| АТР 250 (1)                 |

| Титулы по покрытиям | Титулы по месту проведения матчей турнира |
| ------------------- | ----------------------------------------- |
| Хард (1)*           | Зал (0)                                   |
| Грунт (1)           | Зал (0)                                   |
| Трава (1)           | Открытый воздух (3)                       |
| Ковёр (0)           | Открытый воздух (3)                       |

* количество побед в одиночном разряде.
| №  | Дата            | Турнир            | Покрытие | Соперник в финале  | Счёт           |
| 1. | 16 апреля 2017  | Марракеш, Марокко | Грунт    | Филипп Кольшрайбер | 5-7 7-6(3) 7-5 |
| 2. | 24 июня 2018    | Халле, Германия   | Трава    | Роджер Федерер     | 7-6(6) 3-6 6-2 |
| 3. | 21 августа 2022 | Цинциннати, США   | Хард     | Стефанос Циципас   | 7-6(0) 6-2     |

#### Поражения (6)
| №  | Дата             | Турнир                      | Покрытие   | Соперник в финале  | Счёт        |
| 1. | 10 января 2016   | Ченнаи, Индия               | Хард       | Стэн Вавринка      | 3-6 5-7     |
| 2. | 10 апреля 2016   | Марракеш, Марокко           | Грунт      | Федерико Дельбонис | 2-6 4-6     |
| 3. | 14 октября 2018  | Шанхай, Китай               | Хард       | Новак Джокович     | 3-6 4-6     |
| 4. | 22 сентября 2019 | Санкт-Петербург, Россия     | Хард (зал) | Даниил Медведев    | 3-6 1-6     |
| 5. | 18 октября 2020  | Санкт-Петербург, Россия (2) | Хард (зал) | Андрей Рублёв      | 6-7(5) 4-6  |
| 6. | 4 февраля 2024   | Монпелье, Франция           | Хард (зал) | Александр Бублик   | 7-5 2-6 3-6 |

### Финалы челленджеров и фьючерсов в одиночном разряде (12)

#### Победы (10)
| Титулы           |
| Челленджеры (3)* |
| Фьючерсы (5)     |

| Титулы по покрытиям | Титулы по месту проведения матчей турнира |
| ------------------- | ----------------------------------------- |
| Хард (5)*           | Зал (1)                                   |
| Грунт (4)           | Зал (1)                                   |
| Трава (0)           | Открытый воздух (9)                       |
| Ковёр (0)           | Открытый воздух (9)                       |

* количество побед в одиночном разряде + количество побед в парном разряде.
| №   | Дата             | Турнир                  | Покрытие   | Соперник в финале      | Счёт              |
| 1.  | 27 апреля 2013   | Борнмут, Великобритания | Грунт      | Даниэль Кокс           | 6-7(4) 6-4 6-3    |
| 2.  | 17 августа 2013  | Измир, Турция           | Хард       | Энцо Куако             | 6-7(0) 7-6(1) 7-5 |
| 3.  | 25 августа 2013  | Измир, Турция           | Хард       | Такер Ворстер          | 6-4 6-4           |
| 4.  | 17 октября 2013  | Лагос, Нигерия          | Хард       | Анте Павич             | 6-4 6-3           |
| 5.  | 29 декабря 2013  | Стамбул, Турция         | Хард (зал) | Барыш Эргуден          | 6-4 3-6 6-4       |
| 6.  | 21 сентября 2014 | Измир, Турция           | Хард       | Малик Джазири          | 6-1 6-7(7) 6-4    |
| 7.  | 13 сентября 2015 | Барранкилья, Колумбия   | Грунт      | Рожериу Дутра да Силва | 6-4 6-1           |
| 8.  | 19 июня 2022     | Парма, Италия           | Грунт      | Элиас Имер             | 7-6(4) 6-0        |
| 9.  | 2 марта 2024     | Лугано, Италия          | Грунт      | Рафаэль Коллиньон      | 6-3 6-1           |
| 10. | 9 марта 2024     | Тьенвиль, Франция       | Грунт      | Артур Букье            | 6-4 6-4           |

#### Поражения (2)
| №  | Дата           | Турнир                        | Покрытие   | Соперник в финале | Счёт    |
| 1. | 13 апреля 2014 | Чэнду, Китай                  | Хард       | У Ди              | 4-6 2-6 |
| 2. | 28 января 2024 | Оттиньи-Лувен-ла-Нёв, Бельгия | Хард (зал) | Леандро Риеди     | 5-7 2-6 |

### Финалы челленджеров и фьючерсов в парном разряде (2)

#### Поражения (2)
| №  | Дата            | Турнир         | Покрытие | Партнёр     | Соперники в финале     | Счёт       |
| 1. | 17 октября 2013 | Лагос, Нигерия | Хард     | Дино Марцан | Анте Павич Руан Рулофс | 6-7(3) 2-6 |
| 2. | 26 октября 2013 | Лагос, Нигерия | Хард     | Дино Марцан | Анте Павич Руан Рулофс | 5-7 3-6    |

### Финалы командных турниров (2)

#### Победы (2)
| №  | Год  | Турнир        | Команда                                     | Соперник в финале                                      | Счёт |
| 1. | 2018 | Кубок Дэвиса  | Хорватия И.Додиг, М.Павич, М.Чилич, Б.Чорич | Франция Н.Маю, Л.Пуй, Ж.-В.Тсонга, Ж.Шарди, П.-Ю.Эрбер | 3-1  |
| 2. | 2023 | Кубок Хопмана | Хорватия · Д.Векич, Б.Чорич                 | Швейцария · С.Неф, Л.Риди                              | 2-0  |

## История выступлений на турнирах
По состоянию на 20 февраля 2025 года
Для того, чтобы предотвратить неразбериху и удваивание счета, информация в этой таблице корректируется только по окончании турнира или по окончании участия там данного игрока.
| Турнир                       | 2013          | 2014          | 2015          | 2016  | 2017          | 2018          | 2019          | 2020          | 2021          | 2022          | 2023          | 2024  | 2025  | Итог   | В/П за карьеру |
| ---------------------------- | ------------- | ------------- | ------------- | ----- | ------------- | ------------- | ------------- | ------------- | ------------- | ------------- | ------------- | ----- | ----- | ------ | -------------- |
| Турниры Большого шлема       |               |               |               |       |               |               |               |               |               |               |               |       |       |        |                |
| Открытый чемпионат Австралии | -             | -             | 1Р            | 1Р    | 1Р            | 1Р            | 4Р            | 1Р            | 2Р            | -             | 1Р            | 1Р    | 1Р    | 0 / 10 | 4-10           |
| Открытый чемпионат Франции   | -             | -             | 3Р            | 3Р    | 2Р            | 3Р            | 3Р            | 1Р            | -             | 2Р            | 3Р            | 1Р    |       | 0 / 9  | 12-9           |
| Уимблдонский турнир          | -             | К1            | 2Р            | 1Р    | 1Р            | 1Р            | -             | НП            | -             | -             | 1Р            | 2Р    |       | 0 / 6  | 2-6            |
| Открытый чемпионат США       | -             | 2Р            | 1Р            | 1Р    | 3Р            | 4Р            | 2Р            | 1/4           | -             | 2Р            | 1Р            | 1Р    |       | 0 / 10 | 12-9           |
| Итог                         | 0 / 0         | 0 / 1         | 0 / 4         | 0 / 4 | 0 / 4         | 0 / 4         | 0 / 3         | 0 / 3         | 0 / 1         | 0 / 2         | 0 / 4         | 0 / 4 | 0 / 1 | 0 / 35 |                |
| В/П в сезоне                 | 0-0           | 1-1           | 3-4           | 2-4   | 3-4           | 5-4           | 6-3           | 4-3           | 1-1           | 2-2           | 2-4           | 1-4   | 0-1   |        | 30-34          |
| Олимпийские игры             |               |               |               |       |               |               |               |               |               |               |               |       |       |        |                |
| Летняя Олимпиада             | Не проводился | Не проводился | Не проводился | 1Р    | Не проводился | Не проводился | Не проводился | Не проводился | -             | Не проводился | Не проводился | -     | НП    | 0 / 1  | 0-1            |
| Турниры Мастерс              |               |               |               |       |               |               |               |               |               |               |               |       |       |        |                |
| Индиан-Уэллc                 | -             | -             | 2Р            | 3Р    | 1Р            | 1/2           | 2Р            | НП            | -             | 1Р            | 2Р            | 2Р    |       | 0 / 8  | 9-8            |
| Майами                       | -             | -             | 2Р            | 1Р    | 3Р            | 1/4           | 1/4           | НП            | -             | 2Р            | 2Р            | -     |       | 0 / 7  | 10-7           |
| Монте-Карло                  | -             | -             | 1Р            | 1Р    | 1Р            | 2Р            | 1/4           | НП            | -             | 1Р            | 1Р            | 2Р    |       | 0 / 8  | 5-8            |
| Мадрид                       | -             | -             | -             | 2Р    | 1/4           | 3Р            | 1Р            | НП            | -             | 1Р            | 1/2           | 2Р    |       | 0 / 7  | 11-7           |
| Рим                          | -             | -             | К2            | 1Р    | -             | 1Р            | 3Р            | 2Р            | -             | 1Р            | 1/4           | 1Р    |       | 0 / 7  | 6-7            |
| Торонто/Монреаль             | -             | -             | 1Р            | 2Р    | 2Р            | 2Р            | 2Р            | НП            | -             | 1Р            | 1Р            | 2Р    |       | 0 / 8  | 5-8            |
| Цинциннати                   | -             | -             | 2Р            | 1/4   | 1Р            | 2Р            | 1Р            | 2Р            | -             | П             | 2Р            | К1    |       | 1 / 8  | 13-7           |
| Шанхай                       | -             | -             | 2Р            | -     | К1            | Ф             | 1Р            | Не проводился | Не проводился | Не проводился | -             | К1    |       | 0 / 3  | 6-3            |
| Париж                        | -             | -             | 2Р            | -     | 2Р            | 3Р            | 1Р            | 2Р            | -             | 1Р            | -             | -     |       | 0 / 6  | 4-6            |
| Статистика за карьеру        |               |               |               |       |               |               |               |               |               |               |               |       |       |        |                |
| Проведено финалов            | 0             | 0             | 0             | 2     | 1             | 2             | 1             | 1             | 0             | 1             | 0             | 1     | 0     |        | 9              |
| Выиграно турниров АТП        | 0             | 0             | 0             | 0     | 1             | 1             | 0             | 0             | 0             | 1             | 0             | 0     | 0     |        | 3              |
| В/П: всего                   | 0-2           | 7-6           | 26-28         | 22-24 | 24-26         | 40-20         | 27-22         | 16-12         | 6-3           | 20-13         | 22-19         | 12-19 | 1-3   |        | 223-197        |
| Σ % побед                    | 0 %           | 54 %          | 48 %          | 48 %  | 48 %          | 67 %          | 55 %          | 57 %          | 67 %          | 61 %          | 54 %          | 39 %  | 25 %  |        | 53,1 %         |

К — проигрыш в квалификационном турнире.